# Lionel Dunsterville
Lionel Dunsterville (9. listopadu 1865 Lausanne – 18. března 1946 Torquay) byl vyšší důstojník britské armády, který za první světové války vedl vojenskou expedici do severní Persie a ke Kaspickému moři.
Sloužil ve Vazíristánu a během boxerského povstání také v Číně. V průběhu první světové války pobýval v Indii, avšak na konci roku 1917 byl pověřen velením vojenské mise o síle 1 000 mužů, jejímž úkolem bylo po rozkladu ruské armády a prolomení kavkazské fronty hájit britské zájmy u Kaspického moře. Dunsterforce pod vedením Dunstervilla postupovala z Mezopotámie napříč destabilizovanou Persií a do Baku dorazila v srpnu 1918. Během bitvy o Baku se však Britové museli z města stáhnout. Ropná pole a strategicky významný přístup ke Kaspickému moři se Dohodě podařilo znovu zajistit až po kapitulaci Osmanů a podpisu mudroského příměří. Lionel Dunsterville byl v roce 1918 povýšen do hodnosti generálmajora.
Studoval na United Services College v Devonu; jeho spolužákem byl Rudyard Kipling, který na tu dobu vzpomínal v knize Stopka & spol, kde byl Dunsterville předobrazem titulní postavy.